# Żakowiec
Żakowiec – wieś w Polsce położona w województwie łódzkim, w powiecie kutnowskim, w gminie Dąbrowice.
Wieś duchowna, własność plebana dąbrowickiego położona była w końcu XVI wieku w powiecie łęczyckim województwa łęczyckiego.
W latach 1975–1998 miejscowość administracyjnie należała do województwa płockiego.